# 관세
관세(關稅, tariff or import tax)는 국제 무역에서 교역되는 상품에 부과되는 세금이다. 관세는 수입국이 자국의 산업을 보호하기 위해 시행하는 가장 일반적인 보호 무역 정책이다. 교역품에 세금을 부과하고 수출입 관련 업무를 처리하는 곳을 세관이라 한다.

## 개요
관세란 수입품에 부과하는 세금이다. 관세는 보호관세와 재정 관세로 구분된다. 재정관세는 후진국에서 재정수입을 확보하는 비교적 용이한 재원으로서 수입품에 과세(課稅)하기 위해 이용되고 있다. 물론 선진국에서도 재정관세가 이용되지 않는 것은 아니나, 일반적으로 관세는 보호관세로서 사용되고 있다.  보호관세는 국제 경쟁력이 없는 국내 산업 부문이 외국 상품의 수입에 의하여 직접, 간접으로 현저한 타격을 입지 않도록 할 목적으로 실시된다.  그러나 무역 참가국이 자국의 국내 산업을 보호하기 위해 대폭적으로 또 광범위하게 관세를 부과하면 여러 가지의 폐해가 생긴다.  첫째로 상호관세를 상치시켜 상대국의 수출을 억압하면 국제무역은 점차로 한정되어 국제 분업의 이익이 충분히 확보되지 않는다.  둘째로 국내의 생산자나 소비자는 관세분(關稅分)만큼 높은 원자재나 소비재를 구입하지 않으면 안 되므로 생산물의 코스트가 그만큼 많이 먹히고 국제 경쟁력이 저하되든지 소비자의 생계비가 상승하여 임금 인상이 발생하는 경향이 있다.  관세의 종류에는 먼저 종가세(從價稅)와 종량세(從量稅)가 있다. 종가세는 수입품 가격을 기준으로 관세액을 정하는 것으로, 수입품 가격을 어떻게 생각하느냐가 중요하다.     이에 대해 종량세는 수입품의 수량을 과세의 기준으로 한다. 종량세는 수출국에 따라 가격차가 큰 경우나 수송비 부담의 영향이 큰 경우, 수입품의 품질이 균등하다면 저가(低價) 수입품에 대하여 희망하는 관세를 부과할 수가 있다. 종가세와 종량세를 혼용(混用)하는 관세로 혼합 관세가 있다. 이에는 종가세와 종량세의 어느 쪽이든 세액이 높은 것을 택하는 선택 관세와 양자를 동시에 부과하는 복합 관세가 있다. 혼합 관세는 단가가 싼 중소기업의 제품을 외국의 경쟁으로부터 보호할 목적으로 흔히 잘 채용된다.  다음으로 관세 할당제도가 있다. 이것은 수입 제한과 관세 정책의 복합물과 같은 것인데, 일정한 상품의 국내 필요량 중, 국내 공급 능력이 있는 부분에는 높은 관세율을 부과하고, 나머지는 수입 필요량으로서 낮은 세율이 부과되는 방법으로 되어 있다.  끝으로 국정 세율과 협정 세율의 구분이다.  국정 세율은, 전 수입 품목에 대해 장기의 기본적 세율을 규정하는 기본 세율과, 일부 품목에 대하여 일시적으로 기본 세율을 수정하여 일정기간 기본 세율로 바꾸어 적용시키는 잠적 세율로 구분된다. 다음에 협정 세율은 어떤 나라들 사이에 무역을 확대할 목적으로 일부 품목에 대하여 상호 유리한 관세율을 조약에 따라 협정한 것을 말한다. 그러나 현재 가트(GATT)에 세계 태반의 나라들이 가맹하고 있는 상태로는 협정 세율은 법률적으로 가트 가맹의 모든 나라들에 적용시키는 것이 되므로 원칙적으로 협정 세율은 가트 세율이라 할 수 있다. 이와 같이 가트의 규정에 따른 유리한 세율을 약속한 것을 양허 세율(讓許稅率)이라 하고 이의 인상에는 귀찮은 구속이 부과되어 있다. 협정 세율은 가트 비가맹국의 경우에도 상대국이 우리 나라에 관세의 최혜국대우(最惠國待遇)나 무차별 대우를 협정하고 있으면 실제로 적용된다.  그리고 이와 같은 협정을 하지 않아도 상대국이 실질상 이와 같은 대우를 하고 있을 경우에는 상대국에 협정 세율의 범위내에서 유리한 세율이 적용된다. 이것을 편익 세율(便益稅率)이라 하는데, 실행 세율로서는 첫째로 협정 세율이, 다음에 잠정 세율이, 최후에 기본 세율이 적용된다.

## 관세의 종류

### 무역의 유형에 따른 관세의 종류
- 수출관세(수출세) : 수출품에 대하여 부과되는 관세.
- 수입관세(수입세) : 수입품에 대하여 부과되는 관세.
- 통과관세(통과세) : 국경을 통과하는 물품에 대하여 부과되는 관세.

### 상품의 관세율의 결정기준에 따른 관세의 종류
- 종가관세(종가세) : 수입물품의 가격을 과세표준으로 하여 부과되는 관세.
- 종량관세(종량세) : 수입품의 개수 ·용적 ·면적 ·중량 등의 일정한 단위수량을 과세표준으로 하여 부과되는 관세.

### 과세목적에 따른 관세의 종류
- 재정관세 : 국고수입을 주목적으로 부과되는 관세.
- 보호관세 : 국내산업의 보호를 목적으로 부과되는 관세

### 관세부과의 형평성에 따른 관세의 종류
- 공통관세 : 관세동맹을 결성한 국가들이 가맹국 이외의 국가로부터의 수입품에 대하여 공통적으로 부과되는 관세.
- 차별관세 : 특정 상품의 관세율이 다른 상품에 대해 적용하는 관세율과 다르게 부과되는 관세.

## 종류
수입품에 부과 되는 관세는 목적에 따라 다음과 같은 종류가 있다.
- 상계 관세 : 수출국이 그 나라의 수출 산업에 지원하는 수출 장려금 또는 수출 보조금을 상쇄하기 위한 관세
- 보복 관세 : 상대국이 자국의 수출품에 대해 차별 대우를 할 경우 이에 대응하기 위한 관세
- 긴급 관세 : 특정 상품이 급속도로 수입되어 자국 산업의 피해가 막대할 때 이를 보호하기 위해 입법 절차 없이 행정부의 권한으로 시행하는 관세
- 반덤핑 관세 : 원가 이하로 수출하는 수출국의 수출품에 부과되는 관세
- 물가 형평 관세 : 특정 수입품의 가격이 지나치게 높거나 낮을 경우 이를 조정하기 위한 관세

### 특혜 관세
특혜관세(特惠關稅, Preferential Tariff))는 어떤 나라(특히 저개발국)로부터의 수입품에 대하여 타국에서의 수입품에 부과하는 것보다도 특별히 낮은 세율(또는 무관세)로 부과하는 관세제도를 말한다.
과거 식민지국과 본국간의 식민지 특혜관세 제도가 있는데, 지금도 EU의 ACP국가나 지중해 연안국가에 대한 특혜나 미국의 카리브해 연안국가에 대한 특혜관세제도 등이 있다. 가장 대표적인 특혜관세는 1970년대 이후 선진국들이 개발도상국들의 상품에 대하여 시행하는 일반특혜관세제도(GSP)이다. 또한 1989년 범개발도상국간 특혜무역제도(GSTP) 협정의 발효에 따라 개도국간 관세상의 특혜제도도 있다.

### 대항 관세
대항관세(對抗關稅)는 상대국이 그 나라의 산업보호 기타 특수한 사정을 명분으로 삼아 긴급관세 제도를 실시했을 경우, 이에 대항하기 위해서 그 상대국으로부터의 수입품에 대한 관세의 인상을 말한다.

## 통관 절차
외국으로부터 재화나 용역을 수입하여 국내에서 사용하거나 유통 또는 판매하고자 하는 수입상은 세관에 수입품목을 신고하고 관세를 포함한 정해진 세금을 납부하여야 한다. 이와 같이 수입품을 신고하고 세금을 납부하여 국내로 반입하는 것을 통관이라 한다. 다음은 일반적인 통관 절차이다.
- 입항과 하역: 수입품이 항구나 공항에 도착하면 이를 하역한다.
- 보세 운송 및 보세구역 반입: 통관 절차가 완료될 때까지 수입품을 보관하는 구역을 보세 구역이라 한다.
  - 보세 무역: 단순한 중계 무역일 경우 보세 구역에서 바로 수출할 수 있으며 이를 보세 무역이라 한다. 이 경우 관세는 부과되지 않는다. 원자재를 수입하여 가공한 후 다시 수출할 것을 목적으로 특정한 공장을 보세 구역으로 지정할 수도 있다. 이러한 가공 무역을 보세 가공 무역이라 한다.
- 수입 신고: 국내에 반입되기 전에 물품의 종류에 따라 정해진 관세와 세금을 신고하는 절차이다. 국가가 지정한 특정한 품목 이외의 것을 신고만으로 자유롭게 수입할 수 있도록 하는 제도를 수입신고제라 한다.
  - 수입 허가: 특정 품목에 대해서는 국가가 수입을 제한할 수 있으며 이 경우 수입상은 국가의 허가를 받아 수입품을 반입하여야 한다.
  - 관세사: 수입 신고는 교역되는 모든 상품을 대상으로 하므로 일반인이 일일이 대응하여 처리하기 어렵기 때문에 이를 전문으로 하는 관세사의 도움을 받는다.
- 물품 검사: 세관은 밀수를 방지하고 공정한 과세를 시행하기 위해 신고한 물품을 검사한다.
- 관세의 과세 및 납부: 국제 무역에서는 통관 절차의 편의를 위해 관세품목분류코드(HC CODE)을 마련하였으며, 나라마다 이를 기준으로 각자의 관세를 부과하고 있다.[3]
- 수입품 반출: 통관 절차가 끝난 수입품을 반출한다.

## 관세의 효과

관세 부과에 따른 경제적 효과

오른쪽의 수요 공급 그래프에서 보여주는 특정 상품의 세계 가격은 50 달러이고 수입전 국내 가격은 완전 경쟁 상태라 할 때 70 달러이다. 60 달러 선은 세계 가격에 관세 10 달러를 부과한 것이다. 이를 바탕으로 관세의 경제적 효과를 살펴 보면 다음과 같다.
- 수요 억제 효과: 이 그래프에서 세계 가격인 50 달러 일 때 국내의 수요량은 Y2이다. 관세를 부과하여 국내 공급 가격이 60 달러가 되면 수요는 Y4로 줄어든다.
- 생산 증가 효과: 이 그래프에서 세계 가격인 50 달러 일 때 국내의 공급량은 Y1이다. 관세를 부과하여 국내 공급 가격이 60 달러가 되면 공급은 Y3로 증가한다. 이와 같은 관세 부과로 인한 국내 생산의 증대를 국내산업보호효과라 한다.
- 재정 수입 증가 효과: 이 그래프에서 수입량은 Y4-Y3이고 수입량 1 단위 당 10 달러의 관세가 부과 되기 때문에 정부는 수입량 x 단위 관세 만큼의 재정수입증가를 기대할 수 있다.
- 국제 수지 개선 효과: 이 그래프에서 관세로 인해 줄어드는 수입량은 두 개의 녹색 삼각형 넓이이다. 즉 관세의 부과로 인해 같은 크기의 국제 수지 개선을 기대할 수 있다.
- 사회후생의 손실: 소비자의 입장에서 보면 관세의 부과는 같은 제품을 보다 비싼 가격에 구입하는 것이 되고 이는 소비자 후생의 손실이 된다.

## 통상 정책에 대한 논쟁
관세는 대표적인 보호 무역 정책이다. 자유 무역 정책과 보호 무역 정책은 상충되는 통상 정책으로 많은 논쟁이 이어지고 있다. 신자유주의를 기반으로 한 자유 무역 협정은 관세와 같은 보호 무역 정책의 철폐를 위해 이루어지는 무역 협정이다. 이들은 비교우위론을 근거로 자유 무역을 옹호한다. 그러나, 장하준과 같은 경제학자들은 신자유주의의 자유 무역이 선진국의 이익만을 옹호한다고 비판한다.

## 같이 보기
- 수입
- 수출
- 국제 무역
- 자유 무역
- 보호 무역